# Vaasa
Vaasa (Vasa és el nom suec) és una ciutat a la costa oest de Finlàndia fundada el 1606 durant el regnat de Carles IX de Suècia. Actualment té una població de més de 58.000 habitants i és la capital de la regió d'Ostrobòtnia.
Més del 70% de la població parla finès, i al voltant d'un 25% suec. La ciutat és un important centre cultural a Finlàndia.
A prop del Cercle Polar Àrtic, Vaasa té un clima continental subàrtic (Köppen: Dfc), amb hiverns durs i secs i estius gairebé càlids.
A la ciutat hi ha tres universitats, la qual cosa la converteix en una ciutat universitària per excel·lència.

## Personatges il·lustres
- Erik Adolf von Willebrand, metge.
- Karl Flodin (1858-1925), compositor i musicòleg.

## Ciutats agermanades
Vaasa manté una relació d'agermanament amb les següents ciutats:
- Malmö (Suècia) des del 1940
- Umeå (Suècia) des del 1949
- Harstad (Noruega) des del 1949
- Helsingør (Dinamarca) des del 1949
- Kiel (Alemanya) des del 1967
- Pärnu (Estònia) des del 1956
- Schwerin (Alemanya) des del 1965
- Šumperk (República Txeca) des del 1984
- Morogoro (Tanzània) des del 1988